# Тунель (роман)
«Тунель» (Der Tunnel) є найзначнішим твором письменника Бернгарда Келлермана. Роман вийшов у квітні 1913 року у видавництві С. Фішера в Берліні. Вже через пів року було продано 100 000 екземплярів; цей роман став одним з найуспішніших книжок першої половини XX століття.  До 1939 року його загальний тираж сягнув кількох мільйонів екземплярів.
В романі Бернгард Келлерман демонструє свою захопленість новою епохою — епохою розвитку технічного прогресу. Сюжет оповідає про багаторічний шлях інженера Мака Аллана до завершення амбітного проєкту — транспортного тунелю під Атлантичним океаном.

## Сюжет

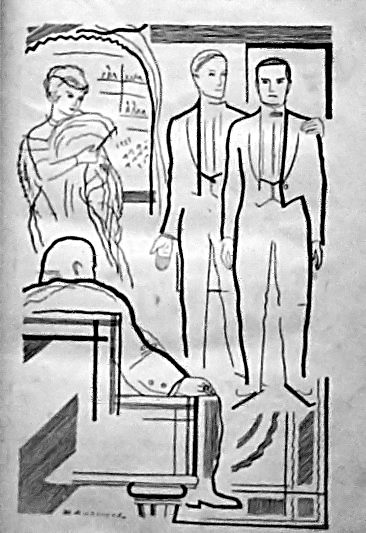
Микола Алексєєв. Ілюстрація до українського видання 1927 року

Інженер Мак Аллан, талановитий винахідник, людина величезної енергії і видатних організаторських здібностей, має намір за кілька років побудувати тунель з Америки в Європу по дну Атлантичного океану. Він знайомиться з магнатом, банкіром Ллойдом. Ця зустріч вирішує долю Аллана і відкриває «нову епоху у взаєминах Старого і Нового Світу». Ллойд скликає з'їзд фінансових ділків, на якому Аллан повідомляє, що за 15 років зобов'язується побудувати підводний тунель, який з'єднає два материки. Поїзди долатимуть відстань у 5 тис. кілометрів за 24 години. І люди, наділені багатством та могутністю, повірили в Аллана.
Наступного ранку газети на всіх мовах повідомляють світові про заснування «Синдикату Атлантичного тунелю». Оголошується набір 100 тис. робітників для американської будівельної станції. Темп роботи Аллана — це «пекельний темп Америки», без вихідних днів, іноді по 20 годин на добу. Замовлення Аллана виконуються заводами багатьох країн. Справа Аллана охоплює весь світ.
У блискавично побудованому Тунельному місті, Мак-Сіті, є все: селища з будинками для робочих, школами, церквами, спортмайданчиками. Працюють пекарні, бойні, пошта, телеграф, універсальний магазин. На станціях працюють бурильні машини. Місце, де працює бурильна машина, називається у робітників «пеклом», багато глухнуть від шуму. Щодня тут бувають поранені, а іноді й загиблі. Сотні тікають з «пекла», але на їхнє місце завжди приходять нові. При старих технологіях для закінчення тунелю потрібно було б 90 років. Але Аллан «мчить крізь камінь», він веде запеклу боротьбу за секунди, змушуючи робітників подвоювати темпи.
На сьомому році будівництва в штольні відбувається катастрофа — вибух величезної сили, який руйнує і пошкоджує десятки кілометрів штольні. Гине багато людей. Тих, хто врятувався, встигають вивезти рятувальні поїзди. Нагорі їх зустрічають збожеволілі від страху і горя жінки. Натовп шаленіє, закликає помститися Аллану і всьому керівництву. Від рук розгніваних жінок гинуть під градом каменів дружина і дочка Аллана. В цей час над синдикатом нависла ще одна катастрофа — фінансова. Але, ціною великих матеріальних жертв Ллойду все ж таки вдається зберегти синдикат. Відбувається суд, який виправдовує Аллана.
Аллан продовжує жити тільки тунелем. Наприкінці будівництва ціни на його акції зростають. У Мак-Сіті понад мільйон жителів, у штольнях встановлено безліч запобіжних приладів. Аллана називають «старим сивим Маком». Творець тунелю перетворюється на його раба.
На 26-му році будівництва Аллан пускає перший поїзд в Європу. Першим і єдиним пасажиром їде Ллойд. Весь світ напружено стежить на телекінематографах за рухом поїзда, швидкість якого перевищує світові рекорди аеропланів. Останні 50 км поїзд веде особисто Аллан. Трансатлантичний експрес приходить в Європу з мінімальним запізненням — лише на 20 хв.

## Видання українською
- Бернгард Келлерман. Тунель: роман (переклад Дори Сімовичевої). Коломия-Ляйпціг: Укр. Накладня, 1922. 416 с.
- Бернгард Келлерман. Тонель (скорочений переклад Максима Рильського). Харків: Книгоспілка, 1927. 274 с.
- Бернгард Келлерман. Тунель (переклад Олексія Логвиненка). Київ: Молодь, 1986. 272 с.

## Екранізації
- «Тунель» (Der Tunnel) — Німеччина, 1915, режисер Вільям Вауер.
- «Тунель» (Der Tunnel) — Німеччина. 1933, режисер Кертіс Бернхардт.
- «Тунель» / Трансатлантичний тунель (The Tunnel / Transatlantic Tunnel) — Велика Британія, 1935, режисер Моріс Елві.